# Nationaal Coördinator Groningen
De Nationaal Coördinator Groningen (NCG) is de instantie die belast is met de versterking van gebouwen in het aardbevingsgebied in en om de Nederlandse provincie Groningen.
De NCG is in 2015 door de minister van Economische Zaken ingesteld vanwege de gaswinningsproblematiek in Groningen, met als taak na te gaan waar versterking nodig is en hoe deze aangepakt moet worden.  Na 1 januari 2020 is NCG de uitvoeringsorganisatie voor de versterking geworden. De NCG werd aanvankelijk geleid door Hans Alders, die na interim-coördinator Herman Sietsma in 2018 door Peter Spijkerman is opgevolgd. Sinds 1 november 2024 is Marieke Ferwerda algemeen directeur. 

## Aanpak
De NCG werkt samen met het rijk, de provincie Groningen, de in het aardbevingsgebied gelegen gemeenten en de woningcorporaties in het gebied. De organisatie heeft vestigingen in regeringscentrum Den Haag, zes verspreid over de provincie Groningen en het hoofdkantoor in de stad Groningen.
Het werk van de NCG doorloopt 4 fasen. Eerst wordt informatie verzameld over de gebouwen die mogelijk voor versterking in aanmerking komen (in april 2020 ging het om bijna 16.000 gebouwen). Vervolgens gaat een ingenieursbureau beoordelen of voor het gebouw versterkingsmaatregelen nodig zijn (in april 2020 ongeveer 1500 gevallen). Voor de gevallen die hiervoor in aanmerking komen maakt de NCG samen met de bewoners een versterkingsplan (april ongeveer 8500 gevallen). Ten slotte wordt de versterking uitgevoerd (medio 2020 ongeveer 1000 gereed).
De Nationaal Coördinator Groningen richt zich louter op de versterking van de gebouwen. Tevens is de NCG belast met het geven van subsidies voor projecten die de leefbaarheid bevorderen in het aardbevingsgebied. De Tijdelijke Commissie Mijnbouwschade Groningen is belast met schadeafhandeling. 

## Kritiek
Er is veel kritiek op de NCG, vanwege de vermeende traagheid waarmee wordt gewerkt en de onduidelijkheid over de positie ten opzichte van andere met de aardbevingsproblematiek belaste instanties, zoals de NAM, het ministerie van Economische Zaken en Klimaat en het Centrum Veilig Wonen. Tevens is de NCG ook weer een instrument van de centrale overheid om geld sociaal te verdelen terwijl het eigenlijk bedoeld is om de gedupeerden te helpen.